# Földi pokol
A Földi pokol a Moby Dick együttes 2014 novemberében megjelent tizenharmadik lemeze, tizedik stúdióalbuma. Az albumot a Hammer Records adta ki, és a Mahasz Top 40-es albumlistáján a 4. helyet érte el. Az album limitált kiadása tartalmazza az együttes 30 éves jubileumi koncertjének videófelvételét DVD-n. Ezen az albumon játszott utoljára Hoffer Péter dobos, aki 2015 novemberében hagyta el a Moby Dicket.

## Az album dalai
Az összes dalszöveg szerzője Pusztai Zoltán. 
| #   | Cím                 | Zene           | Hossz |
| --- | ------------------- | -------------- | ----- |
| 1.  | Veszélyes elem      | Mentes Norbert | 2:49  |
| 2.  | Földi pokol         | Hoffer Péter   | 3:23  |
| 3.  | Vasketrecben        | Mentes         | 3:36  |
| 4.  | Így kezdődik        | Schmiedl Tamás | 3:49  |
| 5.  | Mátrix              | Mentes         | 2:17  |
| 6.  | Ólomszürke ég alatt | Schmiedl       | 2:41  |
| 7.  | Ég veled, ég velem  | Hoffer         | 4:20  |
| 8.  | Példabeszéd         | Hoffer         | 3:08  |
| 9.  | Zsákutcában         | Hoffer         | 3:03  |
| 10. | Sikátor             | Mentes         | 2:58  |

## Közreműködők
- Schmiedl Tamás – gitár, ének
- Mentes Norbert – gitár, szólógitár
- Gőbl Gábor – basszusgitár
- Hoffer Péter – dobok